# 222 Eskadra Bombowa
222 eskadra bombowa – pododdział lotnictwa bombowego Wojska Polskiego w II Rzeczypospolitej.

## Formowanie i zmiany organizacyjne
W marcu 1939 przystąpiono do formowana 222 eskadry bombowej. Jednostka weszła w skład 220 dywizjonu bombowego 1 pułku lotniczego i stacjonowała na lotnisku Okęcie. 
Personel latający stanowili obserwatorzy, piloci i strzelcy samolotowi przesunięci z eskadr rozwiązanego I dywizjonu liniowego 1 pułku lotniczego. Wyposażenie eskadry stanowiły samoloty „Łoś” i kilka bombowców LWS-4 „Żubr”.
W czerwcu 1939 eskadra została przesunięta na lotnisko Małaszewicze. Tam eskadra uzupełniona została grupą absolwentów Szkoły Podchorążych Lotnictwa.
17 czerwca 1939 w locie treningowym zginęli: por. obs. Tadeusz Jan Stanisław Kózka, pchor. obs. Tadeusz Chwalbiński i pchor.obs. Erazm Clapiński. Pilot plut. Stanisław Grotek doznał ciężkich obrażeń.
Ponieważ 220 dywizjon bombowy nie osiągnął przed wybuchem wojny zdolności bojowej, w czasie działań wojennych eskadra stanowiła jedynie zaplecze kadrowo-sprzętowe dla walczących dywizjonów bombowych „Łosi”.
W pierwszych dniach wojny, po odejściu z lotniska Małaszewicze, przebywała na lądowisku Żabczyce koło Pińska, skąd w dniach 15–17 września ewakuowała się na południowy wschód kraju.
Obsada personalna w marcu 1939
- dowódca eskadry – kpt. obs. Fidelis Józef Łukasik[4] (III 1939[3] – VIII 1939)[1]
- zastępca dowódcy eskadry – por. Zygmunt Sokołowski
- oficer techniczny – ppor. Henryk Piotrowski
- starszy obserwator – por. obs. Tadeusz Jan Stanisław Kózka
- obserwator – por. obs. Tadeusz Jan Paprotny †1940 Katyń[5]
- obserwator – ppor. kaw. Jan Homan